# Justicia pallida
Justicia pallida är en akantusväxtart som beskrevs av Imlay. Justicia pallida ingår i släktet Justicia och familjen akantusväxter. Inga underarter finns listade i Catalogue of Life.